# Scillichenti
Scillichenti is een plaats (frazione) in de Italiaanse gemeente Acireale.